# Cimetière de Glasnevin
Le cimetière de Glasnevin, connu aussi sous le nom de cimetière de Prospect, est le plus important cimetière catholique de Dublin avec environ 1.5 million de sépultures. Il se situe à Glasnevin, une ville au nord de Dublin. Le cimetière, qui a ouvert ses portes en 1832, abrite les sépultures de nombreuses personnalités historiques irlandaises, parmi lesquelles Michael Collins, Daniel O'Connell ou Constance Markievicz.

## Personnalités inhumées
- Maud Aiken (1898-1978), musicienne irlandaise.
- Kevin Barry, étudiant en médecine et figure de la guerre d'indépendance. Exécuté en 1920, son corps ne sera inhumé au cimetière que le 14 octobre 2001 lors de funérailles nationales.
- Moyra Barry (1886-1960) artiste irlandaise.
- Arthur Griffith, président de l'Assemblée irlandaise.
- Christy Brown, écrivain, peintre et poète, auteur de My Left Foot.
- Michael Collins, révolutionnaire et diplomate irlandais assassiné en 1922.
- Sinéad Derrig, fonctionnaire irlandaise.
- Elizabeth Dillon (1865-1907), diariste et nationaliste irlandaise.
- Sheila Dowling (1896-1957) républicaine irlandaise.
- Éamon de Valera, troisième président de l'Irlande (1959-1973).
- Máirin de Valéra (1912-1984) phycologue irlandaise et fille du précédent.
- Stephen Gately, chanteur du groupe irlandais Boyzone.
- Mary Guiney (1901-2004), femme d'affaires irlandaise.
- Maud Gonne, féministe et nationaliste, elle est la mère de Seán MacBride.
- Katherine Sophia Kane (1811-1886), botaniste irlandaise.
- Luke Kelly, auteur-compositeur-interprète, membre fondateur du groupe The Dubliners.
- Seán MacBride, fils de Maud Gonne, avocat et homme politique, ancien commandant de l’IRA, fondateur du parti Clann na Poblachta et cofondateur d'Amnesty International, lauréat du prix Nobel de la paix en 1974.
- Constance Markievicz - la « comtesse rouge », révolutionnaire et militante de la cause irlandaise, première femme élue à la Chambre des communes.
- Helen Moloney (1926-2011), artiste vitrailliste.
- Dermot Morgan, humoriste irlandais, interprète principal de Father Ted.
- Eibhlín Nic Niocaill (1884-1909), activiste de la Ligue gaélique.
- Máirín Ní Mhuiríosa (1906-1982), universitaire, poète et journaliste irlandaise.
- Daniel O'Connell, homme politique et nationaliste irlandais.
- Mary O'Kelly de Galway, (1905 - 1999), résistante irlandaise en Belgique.
- Charles Stewart Parnell, homme politique et nationaliste irlandais, membre de la Chambre des Communes à Londres dans les années 1880.
- Kathleen Ryan, actrice.
- Maude Rooney, féministe.
- Hanna Sheehy-Skeffington, journaliste et nationaliste, et Francis Sheehy-Skeffington (en), écrivain
- Dora Sigerson Shorter (1866–1918), poète, romancière et sculptrice
- Val Vousden (1885-1951), acteur, dramaturge et poète.